# Андрюс (окръг)
Вижте пояснителната страница за други значения на Андрюс.
Окръг Андрюс (на английски: Andrews County) е окръг в щата Тексас, Съединени американски щати. Площта му е 3888 km², а населението - 13 004 души (2000). Административен център е град Андрюс.